# (9957) Raffaellosanti
(9957) Raffaellosanti est un astéroïde de la ceinture principale.

## Description
(9957) Raffaellosanti est un astéroïde de la ceinture principale. Il fut découvert le 6 octobre 1991 à Tautenburg par Freimut Börngen. Il présente une orbite caractérisée par un demi-grand axe de 2,29 UA, une excentricité de 0,13 et une inclinaison de 6,9° par rapport à l'écliptique.

## Compléments